# L'Avenç (1977)
Pour les articles homonymes, voir L'Avenç.
L'Avenç est une revue mensuelle de culture et d'histoire en catalan, fondée en 1977. Elle appartient actuellement au groupe RBA qui la gère à travers sa société RBA Libros SA.
Il s'agit d'une revue de divulgation et de reconstruction critique du passé focalisée sur la Catalogne et les Pays catalans contemporains, en particulier sur les périodes précédant et suivant la Guerre civile espagnole. Elle emprunte son nom à l’ancienne revue L'Avenç, publiée de 1881 à 1893. Elle se présente comme une plate-forme pour la création académique, artistique et culturelle en langue catalane.

## Histoire
La revue est fondée en 1977 sous l'impulsion de Ferran Mascarell et Oriol Regàs, qui s'étaient connus au cours de leurs études d'Histoire et Géographie à l'Université de Barcelone. Mascarell en reste l'éditeur et le directeur jusqu'en 1984.
En 1977 elle reçoit le prix Crítica Serra d'Or. En 2002 elle reçoit la Creu de Sant Jordi de la Generalitat catalane et en 2002 le Prix national du patrimoine culturel.